# 阿布杜胡尔
阿布杜胡尔（阿拉伯语：‎，罗马化：Abu al-Ẓuhur或Abu al-Thuhur）是敘利亞西北邊，在叙利亚沙漠旁的一個城鎮，行政上隸屬伊德利卜省，位在敘利亞第一大城市阿勒颇的東南45公里遠。附近的地區有西北邊的Tell Sultan及Tell Kalbah。依照敘利亞中央統計局（CBS）2004年的統計，阿布阿杜胡尔的人口有10,694人。是包括26個地區的子區（nahiyah）的中心，子區人口共計38,869人。
阿布杜胡尔是阿布杜胡爾空軍基地的所在地。在叙利亚内战時，曾有阿布杜胡爾空軍基地圍城戰役。反抗軍在2012年攻克此城市。敘利亞政府軍在2018年1月22日進入此城市，不過到29日才完全攻下此城市。

## 腳註
1. ↑  General Census of Population and Housing 2004 的存檔，存档日期2013-02-06.. Syria Central Bureau of Statistics (CBS). Idlib Governorate. （阿拉伯文）
2. ↑  Heller, Mark. . Columbia University Press. 1996. ISBN 0231108923., p. 310.
3. ↑  . Al-Masdar News.   [22 January 2018]. （原始内容存档于23 January 2018）.